# Jaroslav Smrž
Jaroslav Smrž (24. září 1904 Praha – 24. října 1942 Koncentrační tábor Mauthausen) byl odbojář a spolupracovník Operace Anthropoid popravený nacisty.

## Život
Jaroslav Smrž se narodil 24. září 1904 v Praze do rodiny Josefa Smrže a Anny Smržové, rozené Spatzové. Měl dva bratry a dvě sestry. Pocházel z dělnického prostředí, otec pracoval jako slévač v továrně Českomoravská-Kolben. Po obecné a měšťanské škole se vyučil autosedlářem a nastoupil do vysočanské továrny Českomoravská-Kolben. Zprvu byl aktivní v komunistických spolcích (rodiče byli mezi zakládajícími členy místní vysočanské KSČ), ale na přání své ženy Jarmily Smržové, roz. Holubové (* 19. listopadu 1907 – 24. října 1942 koncentrační tábor Mauthausen) zanechal těchto aktivit, vystoupil z Dělnické tělovýchovné jednoty ve Vysočanech a namísto toho se stal členem sokolské organizace, kde působil jako cvičitel. Dne 9. listopadu 1930 se manželům Smržovým narodila dcera Jaroslava a o osm let později (21. května 1938) syn Vladimír. V roce 1937 se stal Jaroslav Smrž vedoucím cvičitelem místního dorostu ve vysočanské sokolské jednotě.

## Odboj, spolupráce s parašutisty
Po likvidaci (zákazu) Sokolské organizace v Protektorátu Čechy a Morava německou okupační správou (11. října 1941) se přidal k ilegální sokolské organizací v Praze-Vysočanech vedené Jaroslavem Piskáčkem. Spolupracoval také s Františkem Hejlem, svým švagrem Václavem Khodlem, Václavem Novákem či Antonínem Oktábcem. Do podpory parašutistů se zapojil ihned po jejich příchodu tím, že pomohl členům operace Anthropoid zbavit se již nepotřebné parašutistické výstroje. Společně s manželkou Jarmilou Smržovou, bratrem Václavem Smržem, sestrou Emanuelou Khodlovou, jejím manželem Václavem Khodlem a jejich synem Václavem Khodlem mladším poskytoval parašutistům rotmistru Josefu Gabčíkovi a rotmistru Janu Kubišovi ubytování a stravu. Rovněž pomohl s přesunem operačního materiálu z Nehvizd do vily Emka (vilu vlastnili manželé Khodlovi ve Svépravicích, dnes Horní Počernice, Praha 9 - ul. Khodlova 21). Zapůjčil kolo Janu Kubišovi, který na něm po atentátu na Reinharda Heydricha unikl z místa útoku. Přes svého bratra obstaral kolo značky Ogar Josefu Valčíkovi, který na něm doprovázel Gabčíka s Kubišem na jejich cestách do Panenských Břežan v rámci příprav atentátu.
Po útoku na Reinharda Heydricha se podílel na likvidaci padáků, které byly do té doby ukryty ve vile Khodlových. Se svým švagrem je odvezli v dětské rakvičce pohřebním vozem Vojtěcha Paura, švagra jeho bratra Václava Smrže. Vojtěch Paur zajistil falešné úmrtní dokumenty a zinscenoval pohřeb dítěte na Ďáblickém hřbitově. V dětském hrobě zůstaly materiály až do konce války, poté byly vyzvednuty (dnes jsou součástí sbírek VHÚ a expozice Armádního muzea Žižkov).

## Zatčení, smrt
Dne 15. července 1942 byli s manželkou zatčení Gestapem a z policejní vazby v Praze deportováni do Malé pevnosti Terezín. Stanným soudem v Praze v nepřítomnosti dne 29. září 1942 byli oba odsouzeni k trestu smrti, poprava byla vykonána zastřelením v tzv. odstřelovacím koutě bunkru koncentračního tábora v Mauthausenu dne 24. října 1942.

## Osudy jeho dětí
Dceru Jaroslavu a syna Vladimíra odvezla manželka Jaroslava Smrže ke své matce Eleonoře Holubové do Hloubětína. K převozu dětí použila kolo, které měl zapůjčeno Jan Kubiš a na kterém ujel z místa útoku na Reinharda Heydricha. Jaroslava na tomto kole běžně jezdila a na sedátku na něm vozila i svého bratra. Po zatčení rodičů Jaroslavu gestapo ohledně kola vyslýchalo, ona však nic neprozradila, i když o Kubišovi věděla. Jaroslava i s bratrem Vladimírem byli poté gestapem odvezeni a internováni na Jenerálce, kde Němci zřídili dětský domov pro děti s podobným osudem. V dubnu 1944 byly děti z Jenerálky převezeny do tábora ve Svatobořicích u Kyjova. Když se blížil konec války, tábor byl likvidován a děti putovaly do bývalého tábora v Plané nad Lužnicí, odtud pak po květnovém povstání místní občané děti přemístili do hostince v obci Turovec, kde si Jaroslavu a Vladimíra Smržovy vyzvedla jejich teta a odvezla je do Prahy. O Jaroslavu se poté starala její babička Eleonora Holubová, malého Vladimíra se ujala druhá babička, Anna Smržová.

## Připomínky
- Jeho jméno (Smrž Jaroslav * 24. 9. 1904) a jméno manželky (Smržová Jarmila roz. Holasová * 19. 11. 1907) jsou uvedena na pomníku při pravoslavném chrámu svatého Cyrila a Metoděje (adresa: Praha 2, Resslova 9a). Pomník byl odhalen 26. ledna 2011 a je součástí Národního památníku obětí heydrichiády.[11]
- Jeho jméno (JAROSLAV SMRŽ) a jméno jeho manželky (JARMILA SMRŽOVÁ) jsou uvedena na pomníku věnovaném obětem 2. světové války umístěném v areálu Sokola Vysočany.[12]
- Na domě, kde s manželkou a dětmi bydlel, v ulici Zákostelní 666/5 v Praze Vysočanech, je umístěna pamětní deska s nápisem: "V tomto domě žili obětaví členové sokolského odboje Jarmila a Jaroslav SMRŽOVI, spolupracovníci výsadku ANTHROPOID. Popraveni nacisty 24.10.1942 v Mauthausenu."[13]
- Po Jaroslavu a Jarmile Smržových byla v roce 2020 pojmenována ulice Smržových v pražských Vysočanech.[14]
- V Praze 9 na rohu ulic Smržových a Svatošových je umístěna modrá vysvětlující uliční tabule s následujícím textem: "Manželé / Jarmila Smržová (* 19. 11. 1907) a Jaroslav Smrž (* 24. 09. 1904), / vedoucí členové vysočanského Sokola, aktivně se zapojili do odboje / a příslušníkům operace ANTHROPOID poskytovali dlouhodobou a nezištnou pomoc. / Jan Kubiš odjíždí 27.5.1942 z místa útoku právě na jimi zapůjčeném kole, / po kterém Němci následně usilovně pátrají. / Po zatčení a krutých výsleších byli 24.10.1942 zavražděni v KT Mauthausen."[15]

## Galerie

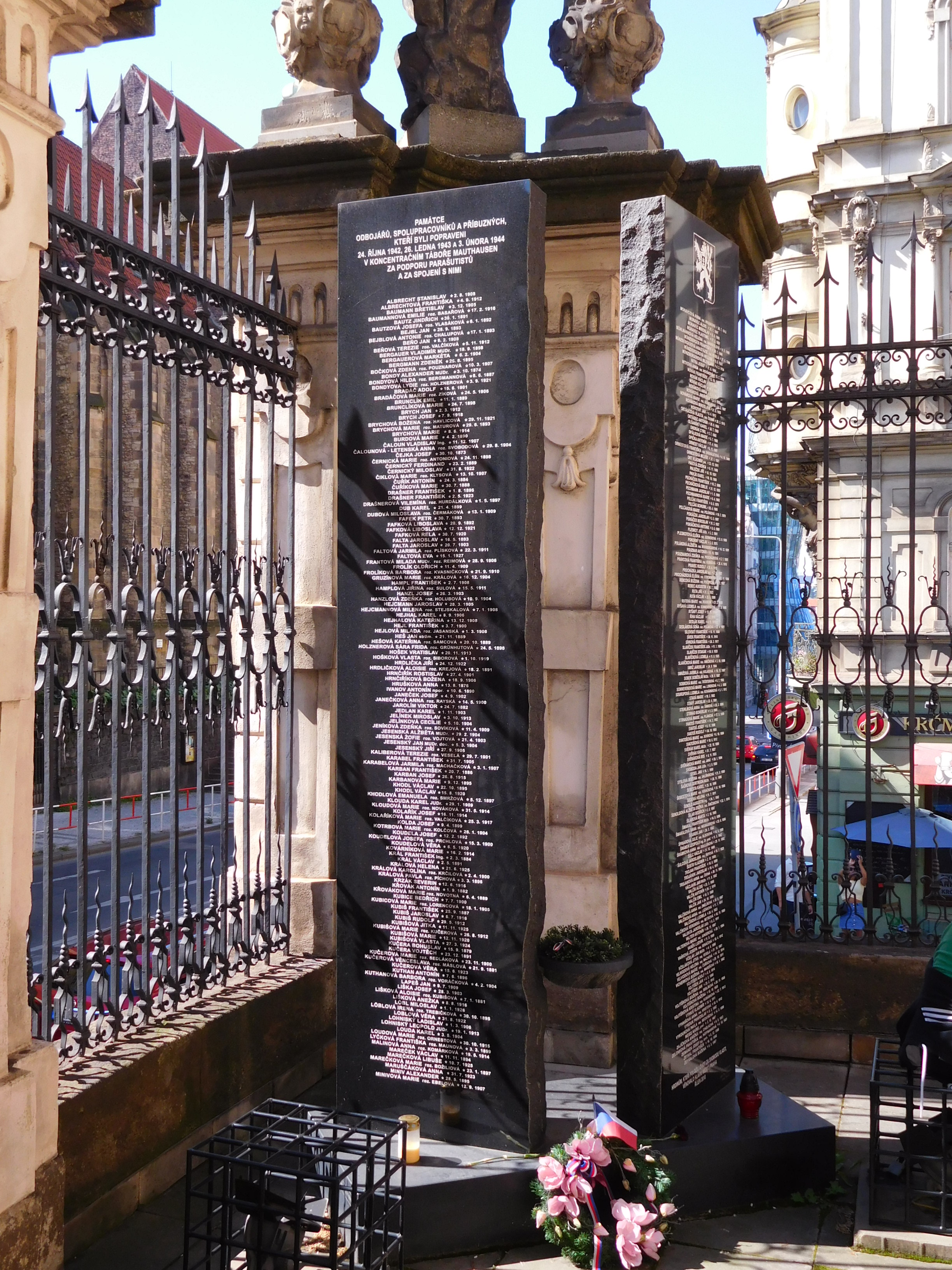
Pomník odbojářům popraveným a umučeným v souvislosti s operací Anthropoid (Praha - Nové Město, Resslova ulice)
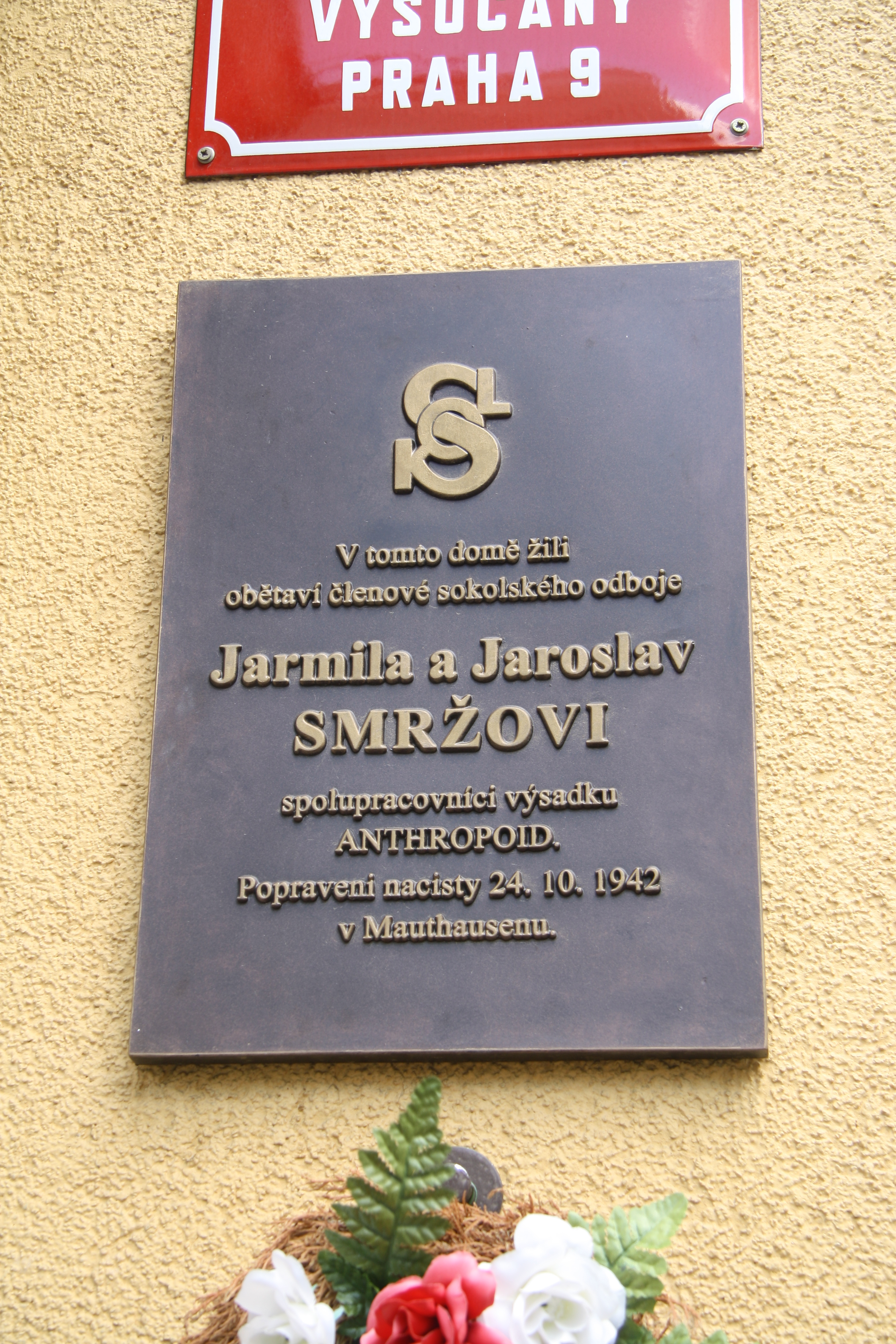
Pamětní deska Jarmily a Jaroslava Smržových v Zákostelní 666/5 v Praze-Vysočanech
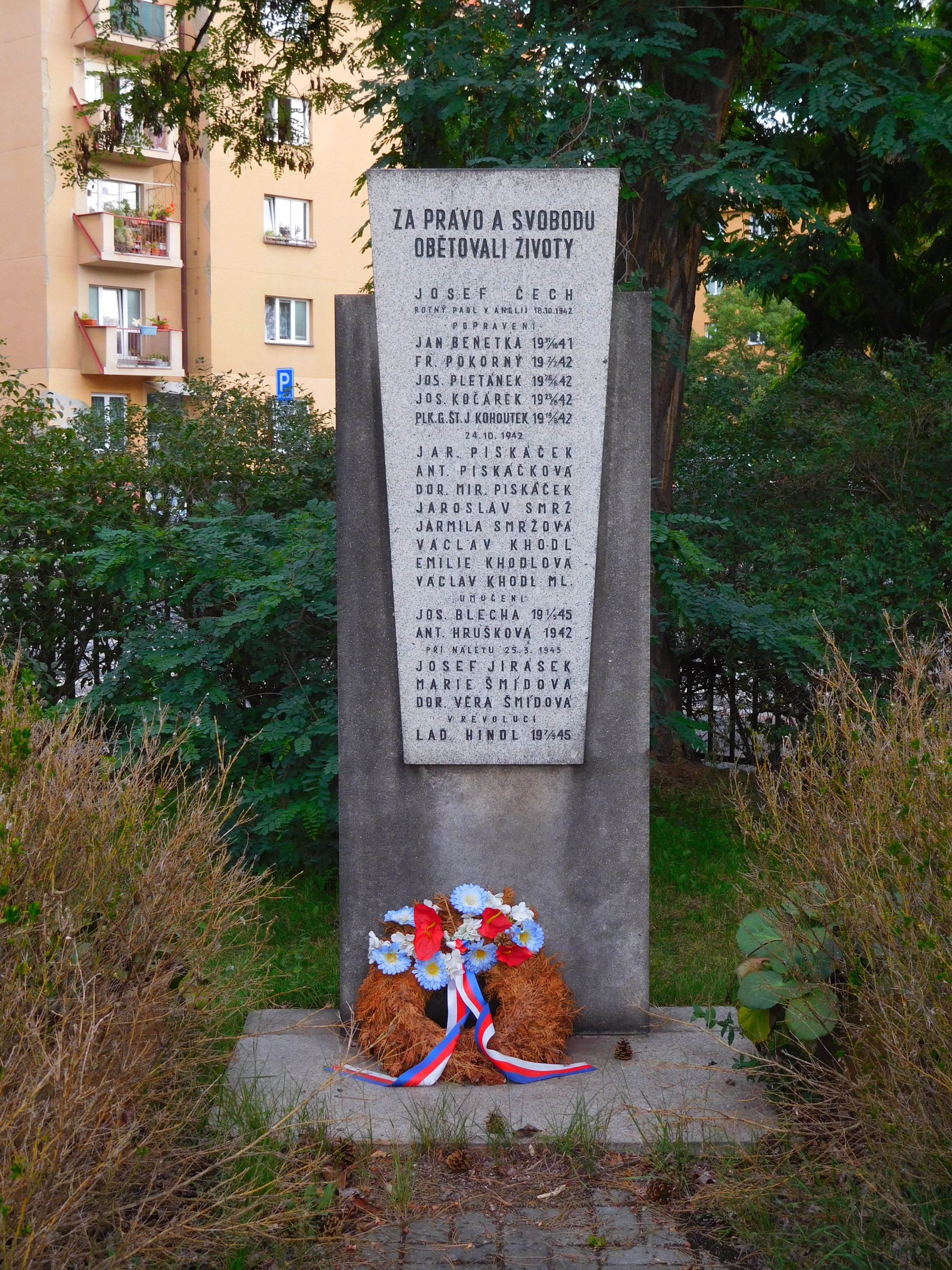
Pomník věnovaný obětem 2. světové války v Praze–Vysočanech v Nemocniční ulici
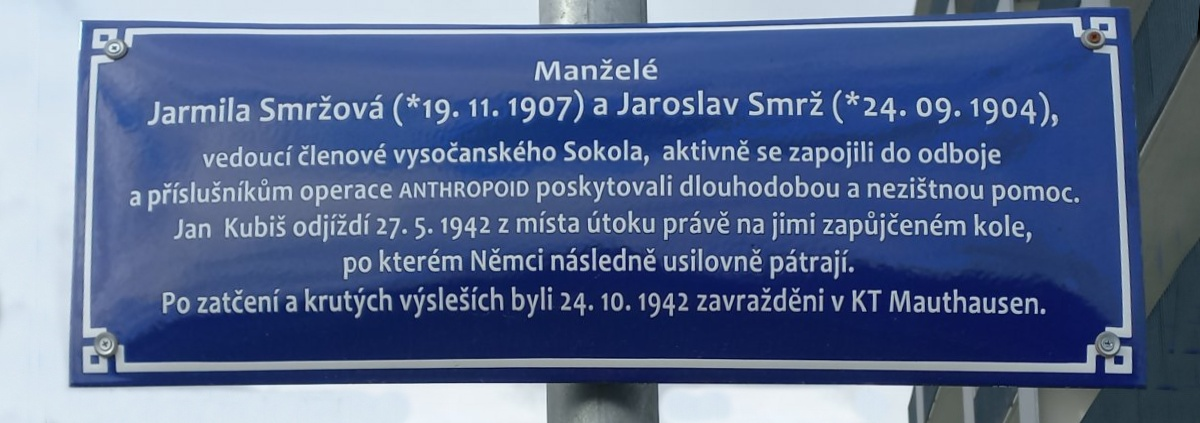
Modrá tabule v ulici Smržových
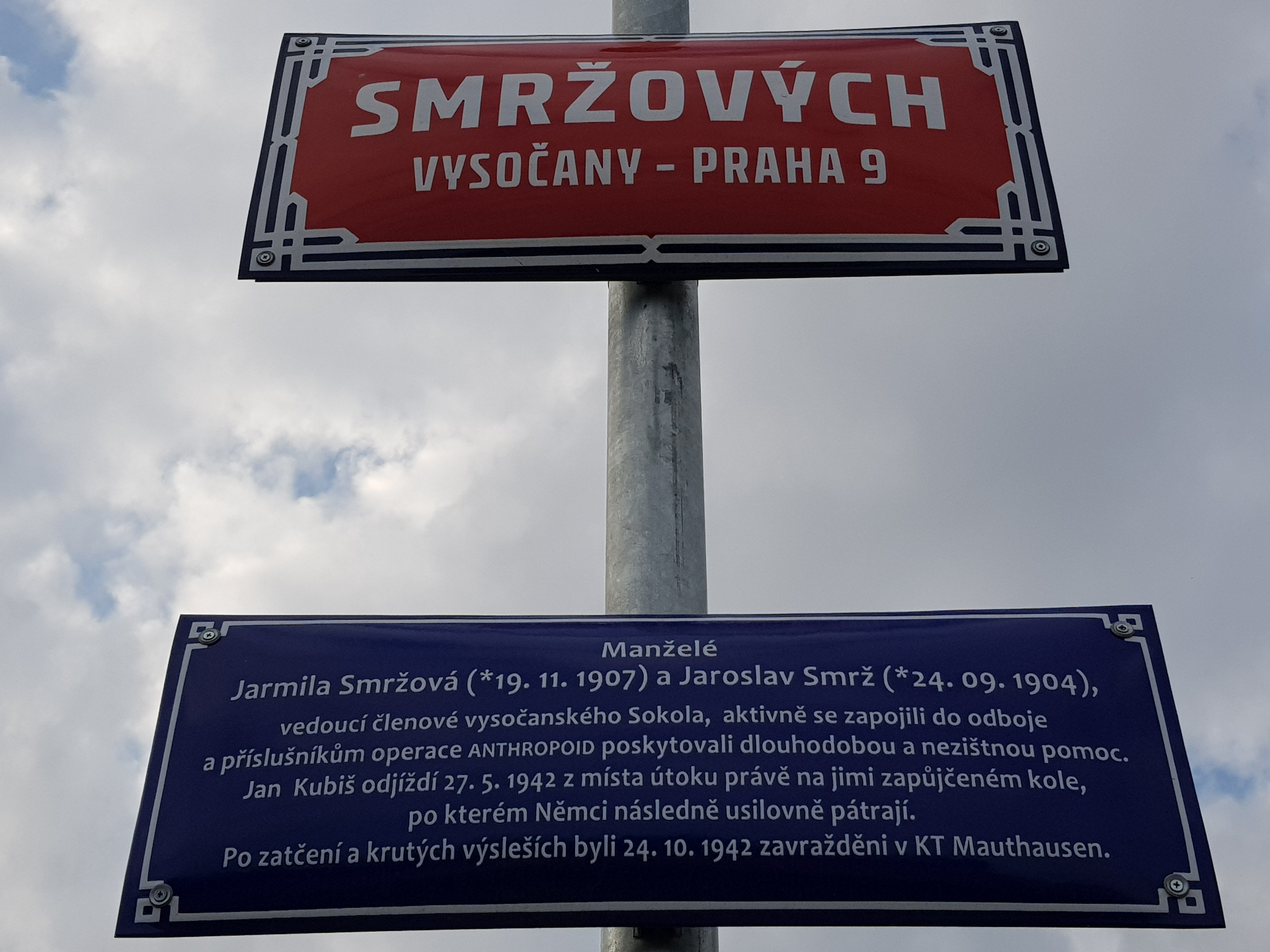
Tabule s názvem ulice Smržových ve Vysočanech s modrou dodatkovou tabulí
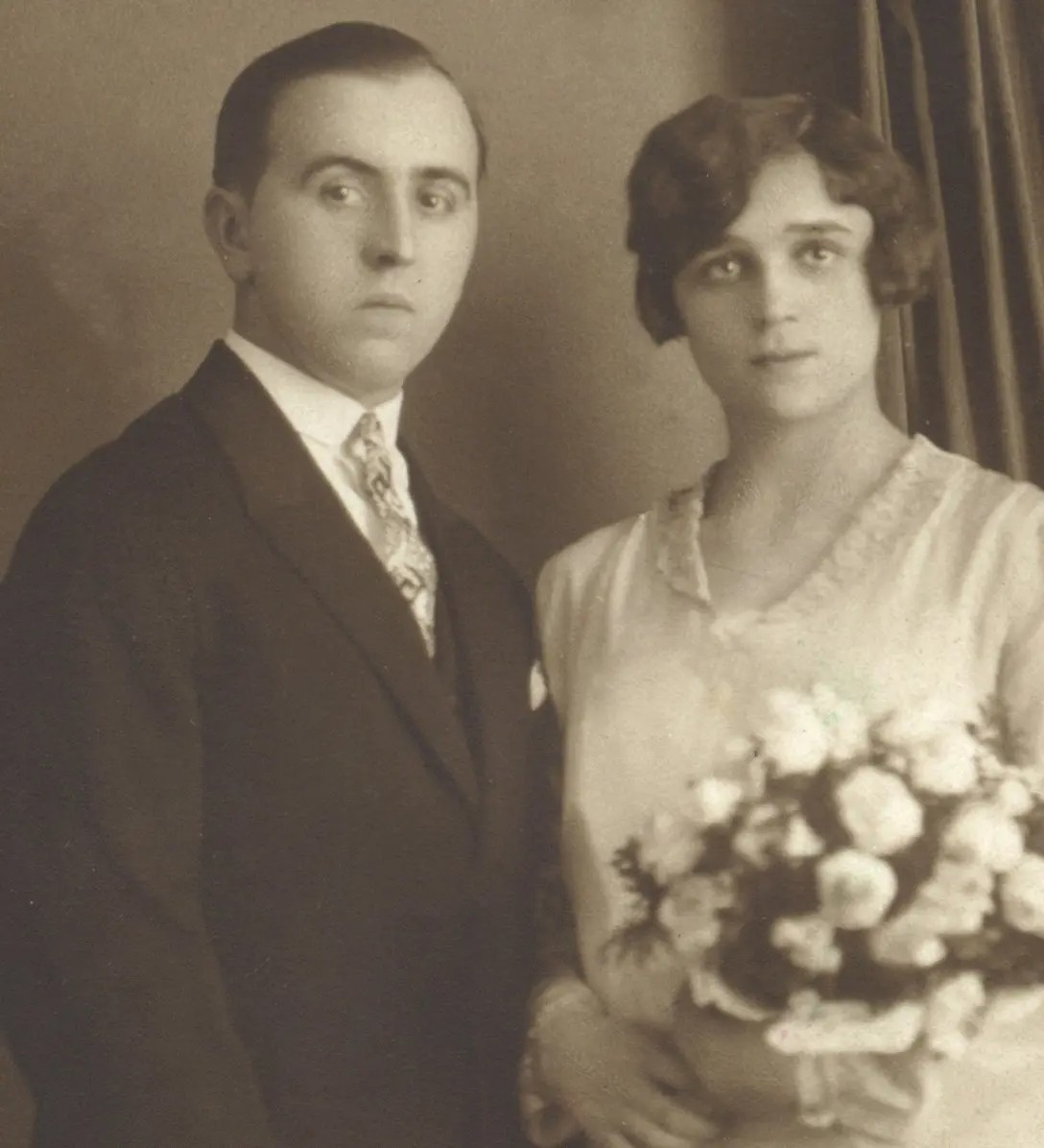
Jaroslav Smrž s manželkou Jarmilou